# Marco Tullio Barboni
Marco Tullio Barboni (Roma, 27 agosto 1952) è uno sceneggiatore italiano.

## Biografia
Marco Tullio Barboni è il figlio del regista E.B. Clucher, pseudonimo di Enzo Barboni, e nipote del direttore della fotografia Leonida Barboni. Fin da bambino frequenta i set cinematografici, anche nel ruolo di comparsa, come per La baia di Napoli, Ben-Hur, Barabba, I quattro monaci, Un treno per Durango e Django.
Si laurea in Scienze politiche alla Sapienza - Università di Roma, con una tesi sull'istituto della censura. Relatore della tesi è Aldo Moro.
Decide poi di seguire la tradizione di famiglia e inizia la frequentazione di stage di regia con Paul Gray e Ron Richard, di sceneggiatura con Robert Mc Kee, di struttura e sviluppo del seriale TV, con Morton Zarkoff e di story analysis and rewriting structure con Linda Seger.
Il primo incarico ufficiale nel mondo del cinema arriva in occasione di Lo chiamavano Trinità, con la qualifica di secondo aiuto regista. Inizia così anche la sua collaborazione con il padre Enzo.
Dal 1981 firma numerosi soggetti e sceneggiature, in molti casi seguendo tutta la lavorazione del progetto, dall’ideazione al missaggio. 
Dopo aver scritto una cinquantina tra film ed episodi televisivi, decide di passare alla regia. Avvalendosi della collaborazione di professionisti, come Roberto Andreucci ed il maestro Franco Micalizzi, organizza, scrive e dirige due cortometraggi ed un videoclip musicale.
Nel 2016 pubblica il suo primo libro, ...e lo chiamerai destino, tradotto in lingua inglese nel 2017 e distribuito nei paesi anglosassoni con il titolo ...and you will call it fate. 
Nel 2017 pubblica il secondo libro, A spasso con il mago - Merlino e io.

## Filmografia

### Cinema
- Lo chiamavano Trinità... (1970) – aiuto regista
- ...continuavano a chiamarlo Trinità (1971) – aiuto regista
- Ciao nemico (1981) – coautore del soggetto ed autore della sceneggiatura
- Nati con la camicia (1983) – autore del soggetto e della sceneggiatura
- Non c'è due senza quattro (1984) – autore del soggetto e della sceneggiatura
- Renegade - Un osso troppo duro (1987) – coautore del soggetto ed autore della sceneggiatura
- Un piede in paradiso (1991) – coautore del soggetto ed autore della sceneggiatura
- Trinità & Bambino... e adesso tocca a noi! (1995) – autore del soggetto e della sceneggiatura
- Cuori perduti (2003) – coautore della sceneggiatura

### Televisione
- Detective Extralarge (1992-1993) – coautore del soggetto e autore delle sceneggiature di tre episodi
- L'ispettore Giusti – serie TV (1999) - coautore dei soggetti e delle sceneggiature dei sei episodi
- La squadra – serie TV (2003-2007) - coautore dei soggetti e autore delle sceneggiature di diciannove episodi
- Doc West – miniserie TV (2009) - coautore dei soggetti

### Cortometraggi
- Il grande forse (2010) – autore del soggetto, sceneggiatura e regia
- Senza sponde (2012) – autore del soggetto, sceneggiatura e regia

### Videoclip
- Regia del videoclip del brano Trinity, realizzato dalla Big Bubbling Band di Franco Micalizzi e cantato da Mario Biondi (2011)

## Libri
- ...e lo chiamerai destino, Kappa, 2016
- ...and you will call it fate, 2017
- A spasso con il mago - Merlino e io, 2017

## Riconoscimenti
- Premio Speciale Cultura Ferrari Awards (Marzo 2016)
- Premio Verde Cuore del Mondo 2016 (Settembre 2016)
- Premio "Fontane di Roma" per la Cultura (Dicembre 2016)
- Premio Internazionale Spoleto Art Festival per la letteratura (Luglio 2017)
- Premio Speciale Spoleto Art Festival (Settembre 2017)
- Premio Apoxiomeno per il cinema e la televisione (Novembre 2017)
- Premio Speciale della Giuria al Premio Letterario Internazionale Città di Cattolica - Pegasus Literary Awards (Aprile 2018)
- Premio alla carriera nell'ambito del "Premio letterario internazionale San Tommaso d'Aquino" (Agosto 2018)
- Premio Letterario Montefiore (Settembre 2018)
- Diploma D'Onore con Menzione d'Encomio al Premio Letterario Internazionale "Michelangelo Buonarroti" (Novembre 2018)
- Premio Progetto Scena nell'ambito del Premio Letterario Milano International (Novembre 2018)
- Menzione di Merito al Premio Internazionale "Salvatore Quasimodo" (Novembre 2018)
- Menzione d’Onore al Premio Internazionale di Poesia e Narrativa “Lord Byron Porto Venere Golfo dei Poeti” (Novembre 2018)
- Premio Internazionale di Poesia e Narrativa “I fiori sull’acqua” (Gennaio 2019)
- Menzione di Merito al Premio Internazionale "Giglio Blu" di Firenze (Aprile 2019)
- Premio Speciale della Giuria al Premio Letterario "Teatro Aurelio" (Aprile 2019)
- Menzioni di Merito (una per il libro ...e lo chiamerai destino, una per l'adattamento teatrale) e Menzione Speciale Sezione Faretra al 3º Premio Internazionale "Maria Cumani Quasimodo" (Maggio 2019)
- Premio della Giuria e Premio della Critica al Premio Letterario "Caffè delle Arti" (Maggio 2019)
- Primo Premio Medaglia Aurea alla 42ª Edizione del Trofeo “Medusa Aurea” conferito dall’Accademia Italiana di Arte Moderna (Maggio 2019)
- Finalista per i 2019 American Fiction Awards, nella sezione General Fiction (Agosto 2019)
- Vincitore della Sezione Drammaturgia -Testo Autore Contemporaneo del Concorso Tragos, Concorso Europeo per il Teatro e la Drammaturgia, presso il Piccolo Teatro di Milano (Novembre 2019)